# Augie Marchs äventyr
Augie Marchs äventyr är en roman av Saul Bellow, utgiven 1953.
Den är en pikareskroman löst baserad på Bellows eget liv. Handlingen tar sin början i 1920-talets Chicago under den stora depressionen och skildrar Augies äventyr när han tar sig upp i det amerikanska samhället.
Augie Marchs äventyr var Bellows tredje roman och etablerade honom som en av de ledande unga amerikanska författarna under efterkrigstiden. Den har utnämnts till att vara en Great American Novel och har influerat många yngre författare. När Bellow fick nobelpriset i litteratur 1976 framhölls den som en viktig "roman och subtil analys av vår kultur, av underhållande äventyr, drastiska och tragiska episoder som snabbt avlöser varandra sammanflätat med filosofiska konversationer".

## Källa
- The 100 best novels: No 73 – The Adventures of Augie March by Saul Bellow (1953) The Guardian 9 februari 2015